# Ploaie înghețată
Ploaia înghețată este un fenomen meteorologic rar, în care, picăturile de ploaie suprarăcite îngheață instantaneu la atingerea solului sau obiectelor cu temperaturi negative de la sol. Spre deosebire de lapoviță, un amestec de ploaie și zăpadă, peleți de gheață sau grindină, ploaia înghețată se face în întregime din picături lichide. Picăturile de ploaie devin suprarăcite în timp ce trec printr-un strat de aer sub temperatura de îngheț la sute de metri deasupra solului și apoi îngheață la impact cu orice suprafață pe care o întâlnesc, inclusiv sol, copaci, fire electrice, aeronave și automobile. Gheața rezultată, numită polei, se poate acumula la o grosime de câțiva centimetri și acoperă toate suprafețele expuse. Codul METAR pentru ploaia înghețată este FZRA.
O furtună care produce o grosime semnificativă a glazurii glazurate din ploaie înghețată este adesea menționată ca o furtună de gheață. Deși aceste furtuni nu sunt deosebit de violente, ploaia înghețată este notorie pentru provocarea problemelor de călătorie pe șosele, ruperea crengilor de copac și căderea liniilor electrice din cauza greutății acumulării de gheață. Conductoarele de curent descărcate provoacă întreruperi de alimentare în zonele afectate, în timp ce acumulările de gheață pot reprezenta, de asemenea, pericole majore la nivelul apei. Este, de asemenea, cunoscută pentru faptul că este extrem de periculoasă pentru aeronave, deoarece gheața poate „remodela” efectiv forma profilului aerodinamic și a suprafețelor de comandă a zborului.(Vezi Gheața atmosferică.) 

Formare:
Ploaia înghețată este adesea asociată cu introducerea unui front cald într-un sistem , atunci când aerul sub-îngheț (temperaturile la sau sub îngheț) este prins în cele mai joase niveluri ale atmosferei, în timp ce aerul cald se situeaza la altitudine superioara . Această configurație este cunoscută sub denumirea de aer rece, și se caracterizează prin aer foarte rece și uscat la suprafața din regiunea de înaltă presiune. 
Ploaia înghețată se dezvoltă atunci când zăpada venita din straturile superioare ale atmosferei întâlnește în cădere un strat de aer cald intermediar , determinând zăpada să se topească și să devină ploaie. Pe măsură ce ploaia continuă să cada, trece printr-un strat de aer sub-înghețat chiar deasupra suprafeței solului și se răcește la o temperatură sub îngheț (0 ° C ). Dacă acest strat de aer sub-îngheț este suficient de mare, picăturile de ploaie pot avea timp să înghețe în grindina sau lapovita înainte de a ajunge la sol. Cu toate acestea, dacă stratul de aer sub zero grade la suprafață nu este foarte mare , picăturile de ploaie care cad prin el nu vor avea timp să înghețe și vor lovi pământul ca ploaie înghețată.  

Consecinte și pericole :
Liniile de înaltă tensiune , sunt proiectate pentru o anumita sarcina maxima . Peste aceasta sarcina , exista riscul ca firele să se rupa sau în cazuri extreme sa angreneze și părți din stalpii de înaltă tensiune sau izolatori . 
Pentru industria aeronautica exista un risc marit atunci când aeronavele sunt în zbor . Dacă avionul care se afla la o altitudine joasa , pregătit pentru aterizare ( la decolare în perioada rece exista degivrare realizata pe sol ) ,trece print-o zona rece afectată de poaia înghețată , exista riscul ca suprafetele de control sa acumuleze sufucient de multa gheață ca sa nu mai poată opera în condiții de sigurata.